# Vesthimmerlands Provsti
Vesthimmerlands Provsti er et provsti i Viborg Stift.  Provstiet ligger i de tidligere Aalestrup, Aars, Farsø og Løgstør Kommuner der alle nu er del af Vesthimmerlands Kommune.
Vesthimmerlands Provsti består af 38 sogne med 38 kirker, fordelt på 16 pastorater.

## Pastorater
| Pastorater i Vesthimmerlands Provsti | Pastorater i Vesthimmerlands Provsti     | Pastorater i Vesthimmerlands Provsti        |
| ------------------------------------ | ---------------------------------------- | ------------------------------------------- |
| Aalestrup Pastorat                   | Aars Pastorat                            | Farsø Pastorat                              |
| Gedsted-Fjelsø Pastorat              | Gislum-Vognsild-Havbro Pastorat          | Løgstør-Aggersborg-Kornum-Løgsted Pastorat  |
| Louns-Alstrup-Strandby Pastorat      | Næsborg-Salling-Oudrup-Vindblæs Pastorat | Overlade Pastorat                           |
| Ranum-Malle-Vilsted Pastorat         | Simested-Testrup-Østerbølle Pastorat     | Skivum-Giver-Blære Pastorat                 |
| Ullits-Fovlum-Svingelbjerg Pastorat  | Ulstrup-Gundersted Pastorat              | Vester Hornum-Flejsborg-Hyllebjerg Pastorat |
| Vesterbølle Pastorat                 |                                          |                                             |

## Sogne
| Sogne i Vesthimmerlands Provsti | Sogne i Vesthimmerlands Provsti | Sogne i Vesthimmerlands Provsti |
| ------------------------------- | ------------------------------- | ------------------------------- |
| Aggersborg Sogn                 | Alstrup Sogn                    | Blære Sogn                      |
| Farsø Sogn                      | Fjelsø Sogn                     | Flejsborg Sogn                  |
| Fovlum Sogn                     | Gedsted Sogn                    | Gislum Sogn                     |
| Giver Sogn                      | Gundersted Sogn                 | Havbro Sogn                     |
| Hyllebjerg Sogn                 | Kornum Sogn                     | Louns Sogn                      |
| Løgsted Sogn                    | Løgstør Sogn                    | Malle Sogn                      |
| Næsborg Sogn                    | Oudrup Sogn                     | Overlade Sogn                   |
| Ranum Sogn                      | Salling Sogn                    | Simested Sogn                   |
| Skivum Sogn                     | Strandby Sogn                   | Svingelbjerg Sogn               |
| Testrup Sogn                    | Ullits Sogn                     | Ulstrup Sogn                    |
| Vester Hornum Sogn              | Vesterbølle Sogn                | Vilsted Sogn                    |
| Vindblæs Sogn                   | Vognsild Sogn                   | Østerbølle Sogn                 |
| Aalestrup Sogn                  | Aars Sogn                       |                                 |